# أصدقاء الأمس (فلم)
أصدقاء الأمس فيلم مغربي من إنتاج سنة 1998 للمخرج حسن بنجلون، شارك في بطولته عبد الله العمراني والعديد من نجوم السينما المغربية. وتدور أحداث الفيلم خلال مرحلة الاستعمار الفرنسي للمغرب، حيث قارب أحوال الحركة الوطنية آنذاك ومصير المقاومين والخونة، وتطورات الأحداث بين أربعينيات وخمسينيات القرن الماضي.

## طاقم التمثيل
- محمد مفتاح في دور العسكري
- حسن الصقلي في دور مولاي أحمد
- مليكة العماري في دور للا أختي
- عبد الله العمراني في دور الطوسي
- نزهة الركراكي في دور الأم
- محمد البصري في دور القايد
- محمد مجد في دور عبد الكريم
- أمل عيوش في دور سميرة
- ريم التوركي في دور كاثرين
- سامية أقريو في دور رابحة
- محمد مروازي في دور الجيلالي
- نوفل الحافي في دور أحمد
- زكي الهواري في دور العدول
- المحجوب الراجي في دور الخضار
- عائشة ساجد في دور طامو
- رشيدة الحراق  في دور للا نانة
- فاطمة عاطف في دور باتول
- محمد القلع في دور الجزار
- عمر شنبوط في دور الحارس
- إدريس الروخ في دور منصف
- حفيظة إبراهيم في دور بنت عبد الكريم
- عبد القادر الركيك في دور رجل القرية
- أحمد بلعربية في دور رجل القرية
- توفيق حماني في دور رجل القرية
- محمد بلفقيه في دور رجل القرية
- نهروان بنكروم في دور فتيحة